# Fórmula empírica
Fórmula empírica em química é a que representa um composto químico através dos símbolos atômicos dos elementos que o compõem com os menores subscritos possíveis.
A fórmula empírica é a fórmula mais simples que se obtém ao dividir a porcentagem de cada elemento pela sua massa atômica sendo o número relativo de átomos de cada elemento no composto químico, em algumas ocasiões a fórmula empírica e a fórmula molecular podem ser iguais como é o caso da água (H2O) onde o hidrogênio e o oxigênio estão na razão de {\displaystyle 2:1} independente do tamanho da amostra e além disso pode ocorrer de algumas substâncias conterem as mesmas fórmulas empíricas mas fórmulas moleculares diferentes, por exemplo:
| Substância            | Fórmula molecular | Fórmula empírica |
| --------------------- | ----------------- | ---------------- |
| Ácido acético         | CH3COOH           | CH2O             |
| Formaldeído (metanal) | CH2O              | CH2O             |
| Glicose               | C6H12O6           | CH2O             |

As substâncias da tabela 1 possuem as fórmulas empíricas iguais e têm a proporção de {\displaystyle 1:2:1} entre os átomos de carbono, hidrogênio e oxigênio. 
Para determinar a fórmula empírica de um composto é necessário converter a composição percentual em massa, para isso considera-se uma amostra de massa equivalente à 100g exatos, assim é possível determinar a massa de cada elemento em gramas.
Por exemplo: O ácido acético é composto de 40% de carbono, 53,33% de oxigênio e 6,66% de hidrogênio, a massa de cada elemento a 100g exatos será igual à sua percentagem: {\displaystyle C=40\%}, {\displaystyle O=53,33\%} {\displaystyle H=6,66\%}, ou seja, {\displaystyle m(C)=40g}, {\displaystyle m(O)=53,33g} e {\displaystyle m(H)=6,66g}.
Para converter essas proporções em quantidade de matéria (mol), é preciso dividir a massa em gramas de cada elemento pela respectiva massa molar ({\displaystyle {\frac {g}{mol}}}).
{\displaystyle C={\frac {40g}{12{\frac {g}{mol}}}}=3,33mol}
{\displaystyle H={\frac {6,66g}{1{\frac {g}{mol}}}}=6,66mol}
{\displaystyle O={\frac {53,33g}{16{\frac {g}{mol}}}}=3,33mol}
Os valores encontrados indicam a proporção entre cada elementos, a relação entre eles devem ser expressas em número inteiros e em sua menor proporção, sendo assim cada quantidade em mol deve ser dividida pelo menor valor encontrado, por exemplo: 
{\displaystyle C={\frac {3,33}{3,33}}=1}
{\displaystyle H={\frac {6,66}{3,33}}=2}
{\displaystyle O={\frac {3,33}{3,33}}=1}
Os números estão na proporção
C:H:O = {\displaystyle 3,33:3,33:6,66=1:2:1}
Portanto a fórmula empírica é CH2O.
A fórmula empírica também é chamada de fórmula mínima.